# Martin Elff
Martin Elff (* 1967 in Mannheim) ist ein deutscher Politikwissenschaftler.

## Leben
Nach dem Studium (1989–1996) der Politikwissenschaft, Geschichte und Philosophie der Universität Hamburg erwarb er 1996 den Magister Artium in Politikwissenschaft an der Universität Hamburg, 2004 die Promotion zum Dr. rer. soc. an der Universität Mannheim und die Habilitation 2013 für das Fach Politikwissenschaft an der Universität Konstanz. Seit 2015 ist er Professor für Politische Soziologie an der Zeppelin-Universität.